# لمب (کنتاکی)
لمب (به انگلیسی: Lamb) یک منطقهٔ مسکونی در ایالات متحده آمریکا است که در شهرستان مونروو، کنتاکی واقع شده‌است. لمب ۲۸۰٫۱۱ متر بالاتر از سطح دریا قرار دارد.